# Мої щасливі зірки 2
«Мої щасливі зірки 2» (англ, назва Twinkle, Twinkle Lucky Stars) — гонконгський фільм з Джекі Чаном у головній ролі. Фільм вийшов на екрани в 1985 році.

## Сюжет
Продовження фільму «Мої щасливі зірки». Команда поліцейських з Гонконгу нишпорить по  Токіо у пошуках викрадених діамантів. У них на шляху встає мафія - якудза. Але на допомогу їм приходять їх старі друзі.

## В ролях
- Саммо Хунг — Фастбак
- Джекі Чан — Масклз
- Єн Біяо — Ріки Фунг
- Розамунд Кван — Чі Чі Ванг